# Otto Bräutigam
Otto Bräutigam (14 mai 1895 - 30 avril 1992) était un juriste et diplomate allemand qui a travaillé au sein du ministère du Reich aux Territoires occupés de l'Est, dirigé par Alfred Rosenberg, sous le Troisième Reich.

## Biographie
Bräutigam étudie le droit aux universités de Grenoble, Oxford et Strasbourg en 1913 et 1914. Après avoir combattu au cours de la Première Guerre mondiale, il poursuit ses études à l'université de Münster. Depuis ses études, il est membre des associations d'étudiants catholiques KStV Markomannia Münster (de) et KStV Frankonia-Straßburg Frankfurt am Main (de). Il rejoint le ministère des Affaires étrangères en 1920 et obtient son doctorat en 1922. Il est affecté dans plusieurs ambassades, dont celle de Moscou en 1928, poste où il rencontre Alfred Rosenberg.
Dans le cadre de ses fonctions au ministère des Territoires occupés où il joue aussi le rôle d'homme de liaison entre le ministère et l'OKH, il donne en juin 1941 des directives générales administratives avec l'objectif de démanteler l'URSS, à savoir favoriser les nations non russophones et favorables à l'Allemagne, œuvrer dans le sens d'une Ukraine indépendante et créer un ensemble caucasien au Sud. Bräutigam plaide en février 1942 dans un memorandum pour la mise en place d’une collaboration avec certaines parties de la population locale comme les Cosaques jugés hostiles à Staline et aux bolchéviks afin de les associer à la lutte antisoviétique et antibolchevique ; il estime que ce type de ralliement est rendu impossible par la cruauté inutile dont font preuve les autorités d’occupation et par la famine organisée créée par les nazis.
Témoin de l’accusation au procès de Nuremberg, Bräutigam est poursuivi devant les tribunaux en 1950 et acquitté.
Après-guerre, il rejoint en 1953 le ministère des Affaires étrangères de la République fédérale d'Allemagne. Suspendu en 1956 en raison de son passé nazi, il est réintégré en 1958 et termine sa carrière en 1960 au poste de consul d’Allemagne à Hong Kong.